# NOWKR

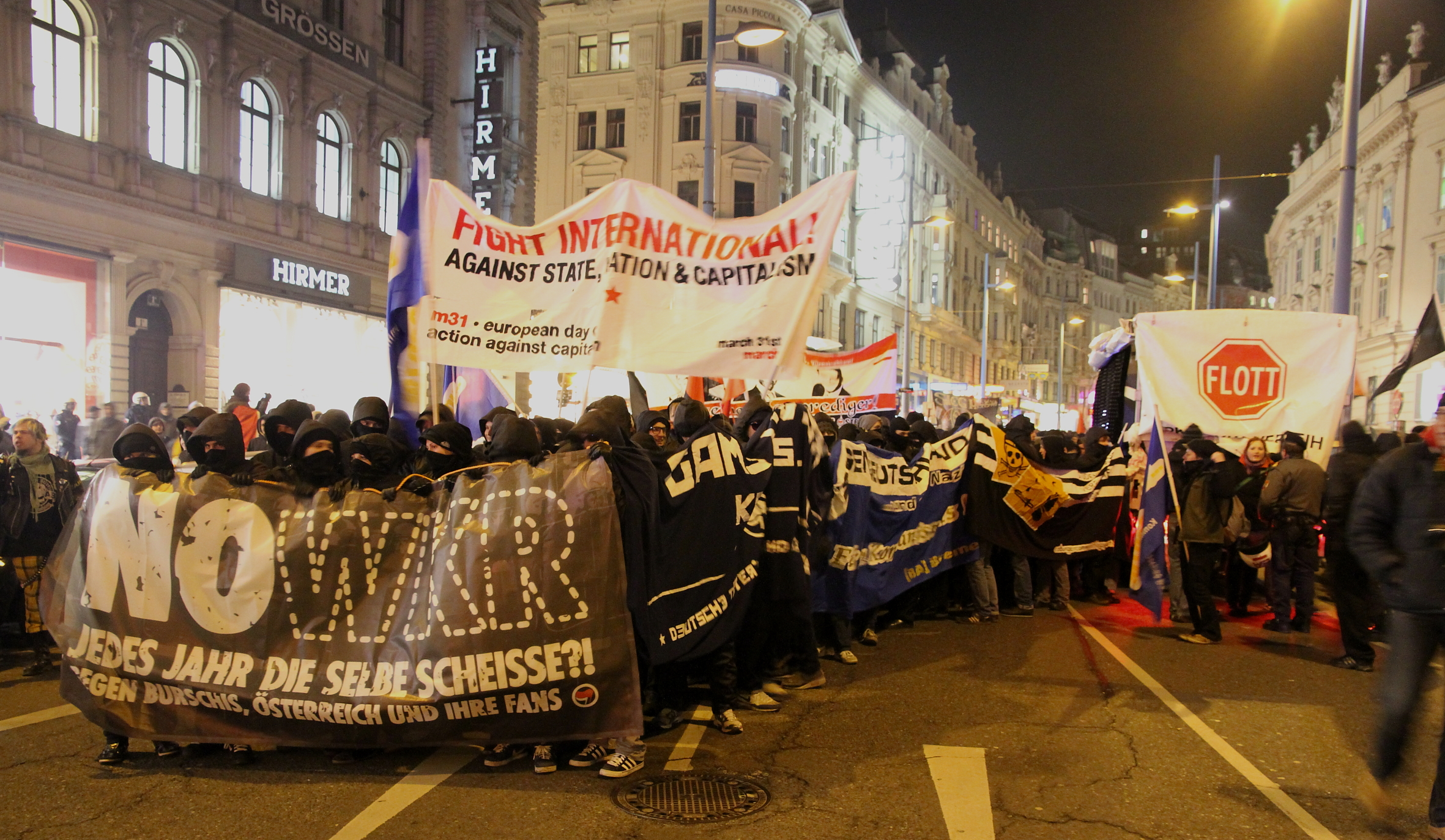
NOWKR-Demonstration 2012

NOWKR (abréviation pour No WKR Ball) est une alliance de groupes autonomes de gauche radicale autrichienne fondée en 2008 et composée d'activistes d'extrême gauche, d'anticapitalistes et d'antifascistes. Elle est organisée en opposition au bal annuel du FPÖ,.